# Андре Селдраєрс
Андре Селдраєрс (23 січня 1903—невідомо) — бельгійський хокеїст на траві. Учасник чоловічого турніру з хокею на траві на літніх Олімпійських іграх 1928, де його збірна посіла 4-те місце. Зіграв 5 матчів і відзначився 1 голом у ворота збірної Данії.